# Aihen Muñoz Capellán
Aihen Muñoz Capellán (nascut el 16 d'agost de 1997) és un futbolista professional navarrès que juga com a lateral esquerre per la Reial Societat. També pot jugar de volant, que era la seua posició natural en el passat.
Nascut a Etxauri, Navarra, Muñoz va ser un juvenil de la Reial Societat. Va pujar a l'equip filial CD Berio FT el juliol de 2015, i va fer el seu debut com a sènior durant la campanya a Tercera Divisió.
En la temporada 2017-18 Muñoz va ser pujat al segon equip que era en Segona Divisió B. Va fer el seu debut com a professional el 6 de gener de 2019, començant de titular en una victòria 2 a 0 fora de casa contra el Reial Madrid CF.
El 23 d'abril de 2019 Muñoz va renovar el seu contracte fins al 2022, i es va unir al primer equip de manera permanent el 9 de juny.

## Palmarès
Reial Societat
- 1 Copa del Rei: 2019-20